# Dr Pepper Snapple Group

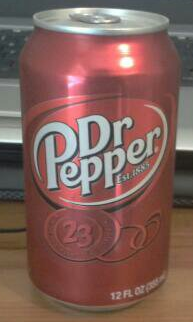
Llauna de Dr Pepper

Dr Pepper Snapple Group Inc. (anteriorment Cadbury Schweppes Americas Beverages) és una empresa de begudes no alcohòliques dels Estats Units. La seva seu és a Plano (Texas).
Va sorgir de l'empresa britànica Cadbury Schweppes el 5 de maig de 2008.

## Història
Beverage America i Select Beverages bottlers van ser comprades a Carlyle Group el febrer de 1998.
Snapple, Mistic id Stewart's (anteriorment Cable Car Beverage) van ser venudes per Triarc Companies, Inc. a Cadbury Schweppes el 2000 per $1.45 milers de milions L'octubre del mateix any, Cadbury Schweppes comprà Royal Crown a Triarc.
El 2006 i 2007, Cadbury Schweppes comprà el Dr Pepper/Seven Up Bottling Group.
El maig de 2008, Cadbury Schweppes va desfer els seus holdings de begudes i formà el Dr Pepper Snapple Group.

## Productes
Estan disponibles els següents productes:
- 7 Up (Els drets als Estats Units els té PepsiCo)
- A&W Root Beer
- Beefamato
- Cactus Cooler
- Canada Dry (Amèrica del Nord)
- Clamato
- Country Time (sota llicència de Kraft Foods)
- Crush
- Dejà Blue Aigua
- Diet Rite
- Dr Pepper (els drets els té Coca-Cola a la majoria d'Europa i els té PepsiCo a Polònia i Canadà)
- Gini
- Hawaiian Punch
- Hires
- IBC Root Beer
- Margaritaville
- Mistic
- Mott's
- Mr and Mrs T
- Nantucket Nectars
- Nehi
- Orangina
- Peñafiel
- RC Cola
- ReaLemon
- Rose's lime juice
- Schweppes
- Snapple
- Squirt
- Stewart's Fountain Classics
- Sun Drop
- Sunkist
- Tahitian Treat
- Venom Energy
- Vernors
- Welch's (sota llicència de Welch's)
- Wink
- Yoo-hoo